# Dennis Sørensen
Dennis Dechmann Sørensen (ur. 24 maja 1981 w Herlev) – duński piłkarz występujący na pozycji pomocnika.

## Kariera klubowa
Sørensen zawodową karierę rozpoczynał w 2000 roku w Farum BK z 1. division. W 2002 roku awansował z zespołem do Superligaen. W tych rozgrywkach zadebiutował 28 lipca 2002 roku w przegranym 0:2 pojedynku z Aarhus GF. 29 września 2002 roku w przegranym 1:2 spotkaniu z Brøndby IF strzelił pierwszego gola w Superligaen. W 2003 roku powstał FC Nordsjælland, który przejął licencję Farum BK. Sørensen występował w nowym zespole do końca rundy jesiennej sezonu 2003/04.
Zimą 2004 roku odszedł do FC Midtjylland, także występującego w Superligaen. Pierwszy ligowy mecz zaliczył tam 12 kwietnia 2004 roku przeciwko Odense Boldklub (3:1). W 2005 roku dotarł z klubem do finału Pucharu Danii, jednak Midtjylland przegrało w nim 2:3 z Brøndby. W 2007 roku Sørensen wywalczył z zespołem wicemistrzostwo Danii.
W lipcu 2007 roku podpisał kontrakt z niemieckim Energie Cottbus. W Bundeslidze zadebiutował 11 sierpnia 2007 roku w zremisowanym 0:0 pojedynku z Bayerem 04 Leverkusen. 1 września 2007 roku w zremisowanym 1:1 spotkaniu z 1. FC Nürnberg zdobył pierwszą bramkę w tych rozgrywkach. W 2009 roku spadł z klubem do 2. Bundesligi.
Latem 2013 roku został zawodnikiem FC Vestsjælland. W lidze duńskiej w barwach tego zespołu zadebiutował 21 lipca 2013 roku w zremisowanym 1:1 meczu z Brøndby. W tym spotkaniu również strzelił gola. W 2015 roku ponownie dotarł z klubem do finału Pucharu Danii, w którym Vestsjælland przegrał 2:3 z FC Kopenhagą. W tym samym roku jego zespół spadł do 1. division.
W lipcu 2015 roku przeszedł do Lyngby BK. Rok później zakończył karierę piłkarską.

## Kariera reprezentacyjna
W reprezentacji Danii Sørensen zadebiutował 11 października 2006 roku w wygranym 4:0 meczu eliminacji Mistrzostw Europy 2008 z Liechtensteinem. W latach 2006–2008 w drużynie narodowej rozegrał w sumie 5 oficjalnych spotkań. Wcześniej grał też w kadrach Danii U-19, U-20 oraz U-21.